# Calystegia subvolubilis
Calystegia subvolubilis är en vindeväxtart som först beskrevs av Carl Friedrich von Ledebour, och fick sitt nu gällande namn av George Don jr. Calystegia subvolubilis ingår i släktet snårvindor, och familjen vindeväxter. Inga underarter finns listade i Catalogue of Life.